# Engen
Engen è una città tedesca di 11 355 abitanti, situata nel land del Baden-Württemberg.

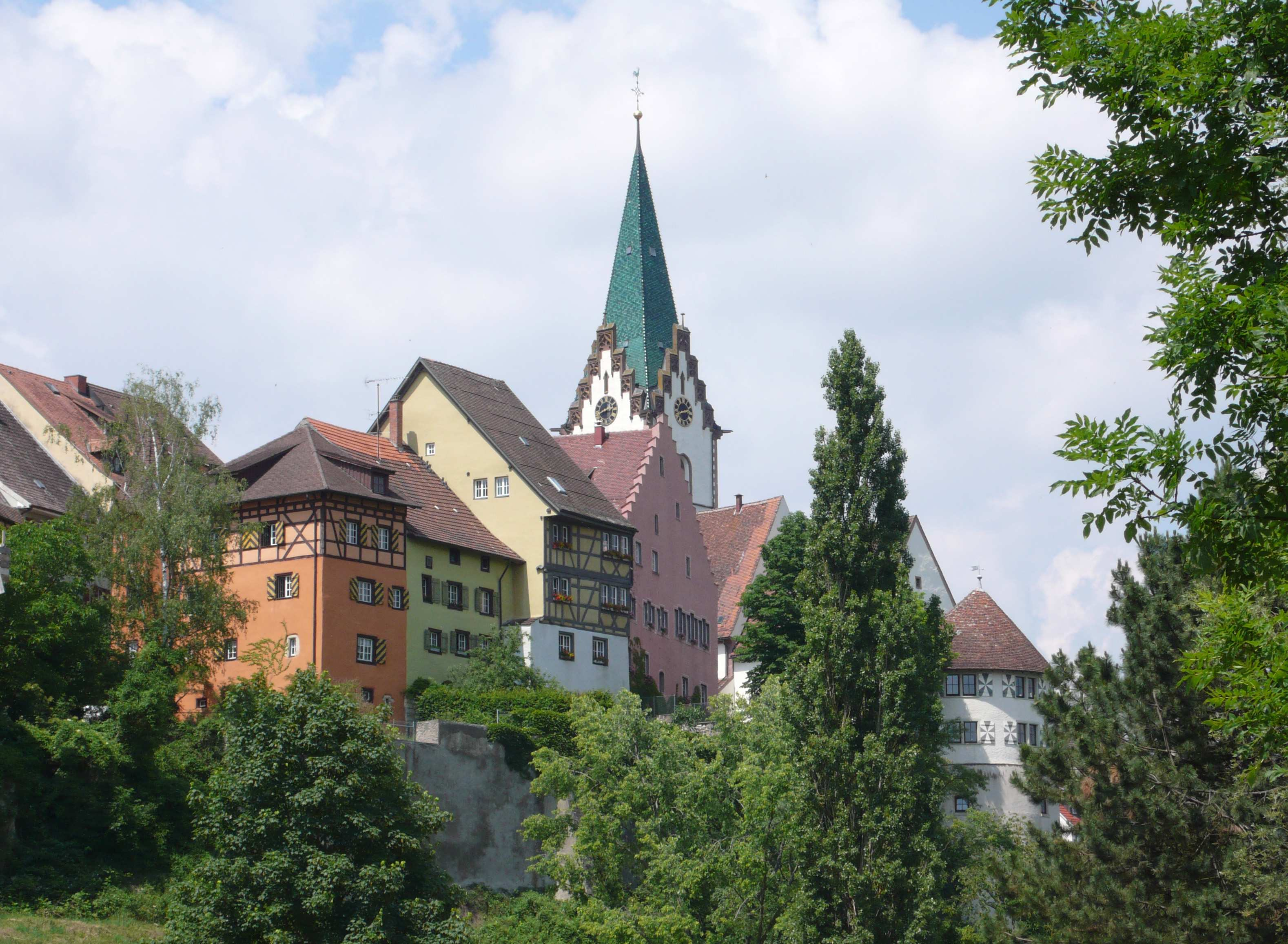
Engen, vecchia parte della città

## Amministrazione

### Gemellaggi
- Moneglia, dal 2009